# Aldo Capasso
Aldo Capasso (Venezia, 13 agosto 1909 – Cairo Montenotte, 3 marzo 1997) è stato un poeta e scrittore italiano.

## Biografia

Aldo Capasso

Completato il ciclo scolastico secondario, si iscrisse all'Università di Genova e si laureò nel 1931 discutendo la tesi su Marcel Proust.
In quello stesso anno, pubblicò a Torino la sua prima raccolta di poesie, con prefazione di Giuseppe Ungaretti, che gli valse il Premio Fracchia dalla rivista La Fiera Letteraria. Capasso collaborò, in quell'epoca, con varie testate. Nel 1930 pubblicò, per Buratti, la prima traduzione italiana della Jeune Parque di Paul Valéry, commentata.
Fondatore del movimento del "Realismo Lirico" (da cui l'omonima rivista, ), ispirato alla trasparenza espressiva, sostiene una poesia che “... rispecchia il vivere quotidiano dell'uomo nei suoi rapporti con gli altri e con il mondo reale”. A questo movimento aderirono, fra gli altri, Lionello Fiumi, Elpidio Jenco, Vincenzo Cardarelli e Maria Grazia Lenisa. Attento al contatto con il mondo letterario, mantenne rapporti epistolari con poeti e scrittori dell'epoca, tra cui Ada Negri, Giuseppe Ungaretti, Garibaldo Marussi, Eugenio Montale, Salvatore Quasimodo, Giorgio Caproni, Cesare Zavattini, Wystan Hugh Auden, Paul Valéry e Valery Larbaud.
La sua attività gli valse una duplice candidatura al Premio Nobel per la letteratura. Si sposò e visse per ventisette anni con la poetessa francofona Florette Morand, (Morn à L’Eau - Guadalupa 20/06/1926 - Genova 14/02/2019), caraibica originaria della Guadalupa, (Cavaliere dell’Ordine Nazionale delle Arti e delle Lettere della Repubblica Francese, premiata dall’Accademia di Francia) la quale promosse il ricordo dell’illustre marito ai posteri organizzando il ”Premio Aldo Capasso” per due decenni dalla sua morte. 
Nel settembre 2019 è stato pubblicato un libro a cura di Simona Bellone, presidente associazione culturale caARTEiv di Millesimo, dal titolo “Grazie Aldo Capasso Merci Florette Morand” a testimonianza dell’operato completo sia poetico, che narrativo e di critica letteraria dei coniugi Capasso, con censimento critica, prefazioni e citazioni delle riviste letterarie internazionali, comprensivo dei relativi premi internazionali conferiti ed omaggi illustri ricevuti, da personalità internazionali ed enti pubblici e privati nazionali, impreziosito di aneddoti, correlato dalla memoria digitale in “condividendo cultura”.

## Opere (selezione)
- Un'interpretazione di Gide, Soc. Dante Alighieri, Milano 1930
- Traduzione poetica ed esegesi della 'June Parque' di Valéry, seguite da una nota sull'aria di 'Semiramide' e preceduta da una prefazione di Paul Valéry, Buratti, Torino 1930
- Incontro con Ungaretti, Emiliano degli Orfini, Genova 1932
- Il passo del cigno ed altri poemi, con una prefazione di Giuseppe Ungaretti, Buratti, Torino 1931
- Il fiore della lirica italiana dalle origini a oggi, in collaborazione con Enrico Falqui, e con un saggio di Alfredo Gargiulo, Carabba, Lanciano 1933
- Il paese senza tempo ed altri poemi, La Prora, Milano 1934
- Conclusioni su Valery, Emiliano degli Orfini, 1934
- Sept Poemes, Paris, Dante, 1934
- Jean Pierre Jouve: Per essere gai come Titania, ,  (Traduzione), Emiliano Degli Orfini, Genova 1935
- Saper distinguere. Saggi, 2 voll., Emiliano Degli Orfini, Genova 1934
- Poeti di ieri, Edizioni di Solaria, Firenze 1935
- A la nuit, Editrice Mirages, Tunis, 1935
- Due saggi su Pascoli, Augustea, Roma 1936
- Leopardi 1937, Emiliano degli Orfini, Genova 1938
- Ricerche di "aura" poetica, S.T.E.R., Savona 1937
- Tre saggi sulla poesia italiana del Rinascimento, Boiardo, Lorenzo, Ariosto, Emiliano degli Orfini, Genova 1939
- Ricerche, distinzioni, discussioni. Saggi critici, Degli Orfini, Genova 1940
- Poemes choisis, Editore Les Cahiers des poetes catholiques, Bruxelles, 1942
- Per non morire e altre poesie, Berben, Milano 1947
- Poemetti in prosa, Casa Editrice Maia, Siena, 1951
- Formiche d'autunno ed altre poesie, ed. Liguria, Genova, 1951
- Arte e sentimento. Saggio per un'estetica del nostro tempo, Kursaal, Firenze 1953
- Les Fleurs du Mal, dopo cento anni, Casa Editrice Ceschina, Milano, 1957
- Tredici recitativi, ed. Liguria, Genova, 1957
- Recitativi, quasi meditazioni..., ed. Liguria, Genova-Savona, 1958
- Dittico di settembre,  Casa Editrice Ceschina, Milano, 1959
- Il poeta armato, Edizioni "Realismo Lirico", Firenze, 1960
- Turno di notte, Casa Editrice Ceschina, Milano, 1963
- Nuovi saggi pirandelliani, Sabatelli, Savona 1963
- L'eclaire et la durée, Edizioni Subervie, Rhodez, 1964
- Pour enchanter la mort, Edizioni Seghers, Paris, 1965
- Dittico per il Poeta Armato, Casa Editrice Sabatelli, Genova, 1969
- Al tempo dell'umanesimo. Saggi critici, Piovan, Albano Terme 1986
- Antologia di studi critici dal sec. XIV al sec. XIX, a cura di Giovanni Farris, ed. Liguria Genova 1990
- Letture di poesia, a cura di Giovanni Farris, Associazione Culturale Angelo Barile, Savona, 1991

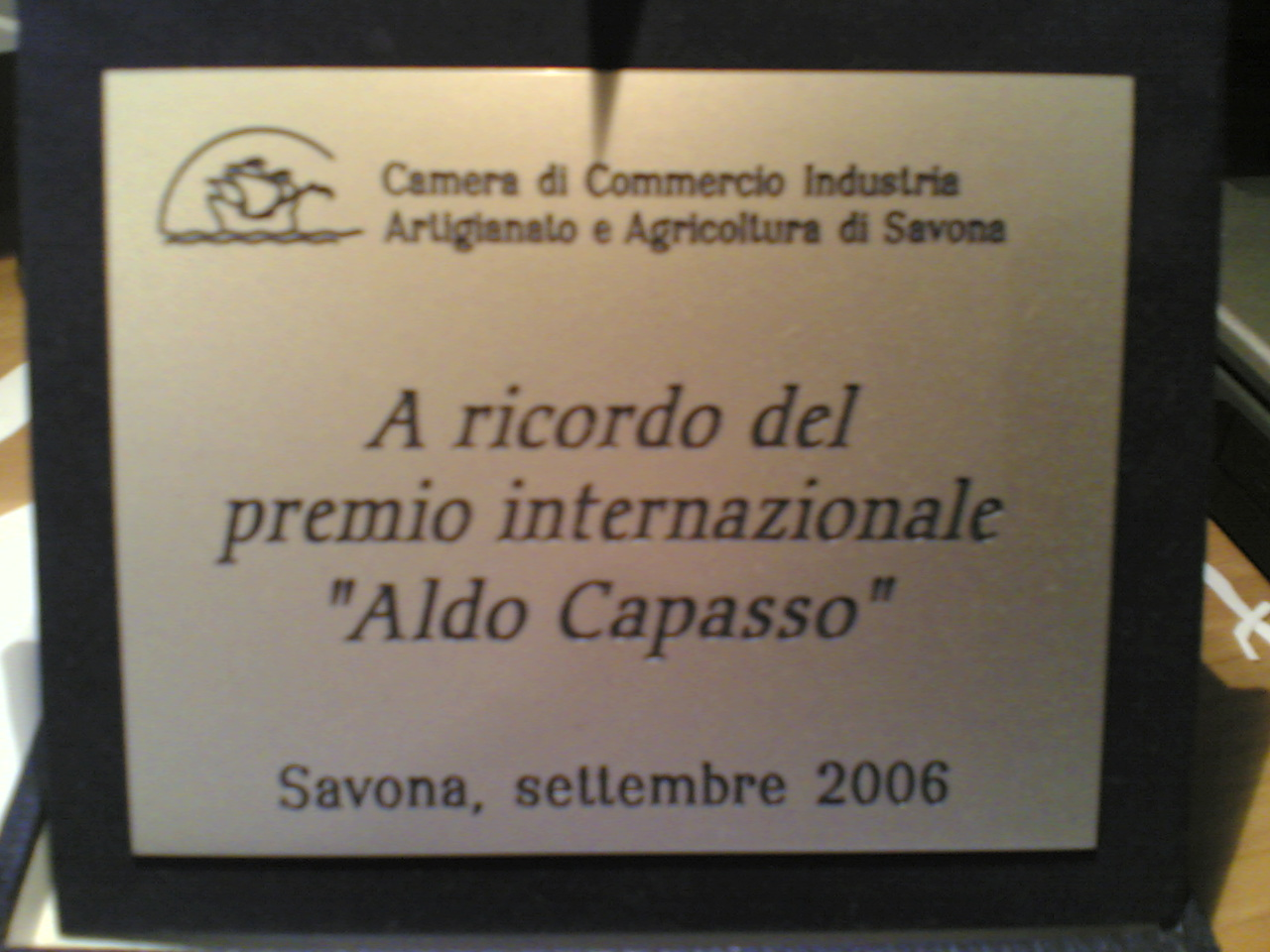
Targa Premio "Aldo Capasso" 2006